# Centro de exposições de Pontevedra
O Centro de Exposições de Pontevedra é um complexo concebido para eventos, tais como exposições, feiras ou salões profissionais, bem como congressos. Situa-se junto ao Parque Rosalía de Castro, muito perto das margens do rio Lérez em Pontevedra, Galiza (Espanha).

## História
O centro de exposições foi construído em 1997, por iniciativa da Junta da Galiza, com uma arquitectura moderna. É a obra do arquitecto Manuel de las Casas, a quem o projecto foi confiado como anexo ao Palácio de Congressos de Pontevedra. Apresentou o projecto que melhor integrava os dois edifícios, conseguindo a harmonia entre todo o complexo e os espaços nas margens do rio Lérez.
O Centro de Exposições foi inaugurado a 17 de Dezembro de 1998 e aberto ao público com a Feira Automóvel Pomóvil, inaugurada pelo presidente da Junta da Galiza.
O Centro de Exposições foi gerido de 1998 a 2020 pelo organismo autónomo Palacio de Congresos y Exposiciones, em nome da Câmara Municipal de Pontevedra.

## Infraestruturas
O centro de exposições tem uma área de 7 500 m². Consiste num edifício de 163 metros de comprimento, 34,4 metros de largura e 15,2 metros de altura.
O centro dispõe de um parque de estacionamento ao ar livre com uma capacidade de 230 veículos. O edifício, em forma de tetraedro, é construído em aço com acabamentos em alumínio e vidro e tem uma área total de aproximadamente 6 000 metros². O edifício polivalente tem uma área de exposição totalmente coberta, preparada para acolher todo o tipo de feiras e exposições, bem como uma área de acreditação para conferências no hall de entrada. Oferece uma vasta gama de possibilidades de disposição para melhor se adaptar e personalizar os eventos.
Este vasto complexo é completado pelo auditório vizinho, com uma capacidade total de 1.118 lugares e uma área total de superfície de 10.000 m². O edifício do Centro de Exposições, com a sua forma tetraédrica e textura de aço duro e frio com paredes de alumínio e grandes janelas, contrasta com as lajes de ardósia verde do anexo, o Centro de Convenções de Pontevedra, ao qual tem acesso directo do interior, permitindo uma grande versatilidade na utilização conjunta de todas as suas salas, de modo a que os serviços de restaurante, cafetaria e esplanada sejam de uso comum.
As dimensões dos espaços do Centro de Exposições de Pontevedra são as seguintes :
- Hall de entrada para exposições e congressos : 350 m².
- Área principal do edifício: 4.140 m².
- Hall do primeiro andar : 750 m².
- Armazéns do centro de exposições : 368 m².
- Estacionamento ao ar livre : 1.800 m².

É uma combinação harmoniosa de espacialidade, versatilidade e brilho; um espaço versátil, rodeado por dez mil metros quadrados de jardins e espaços verdes.

## Eventos
O centro de exposições acolhe anualmente diferentes eventos profissionais e públicos em geral, incluindo a feira Culturgal, a feira Etiqueta Negra, (feira de produtos gourmet galegos), a feira Pont Up Store, a feira Stock ou a feira de casamentos Si quero, o salão de automóveis Móvete e a feira da famílias e das crianças Mundonenos entre outros.
Além disso, o Centro de Exposições de Pontevedra é utilizado para muitas atividades de lazer, como a instalação de uma pista de gelo no Natal ou a celebração de concertos ao ar livre nas esplanadas exteriores.
No passado, o centro de exposições acolheu importantes feiras profissionais como a Ferpalia (feira de turismo galega)  ou eventos como o desfile de moda galego Pontus Veteris.

## Galeria

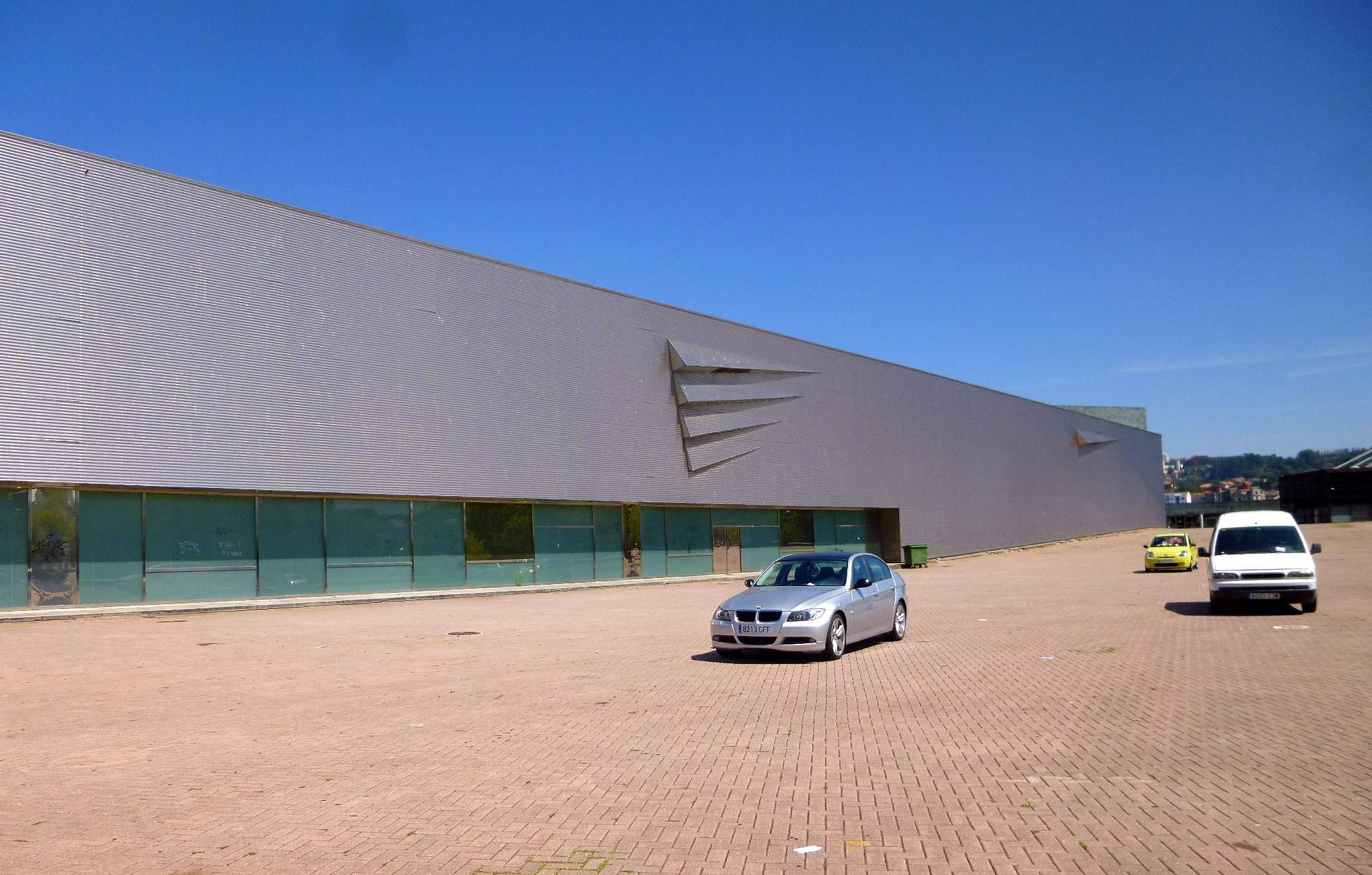
Fachada em alumínio e vidro.
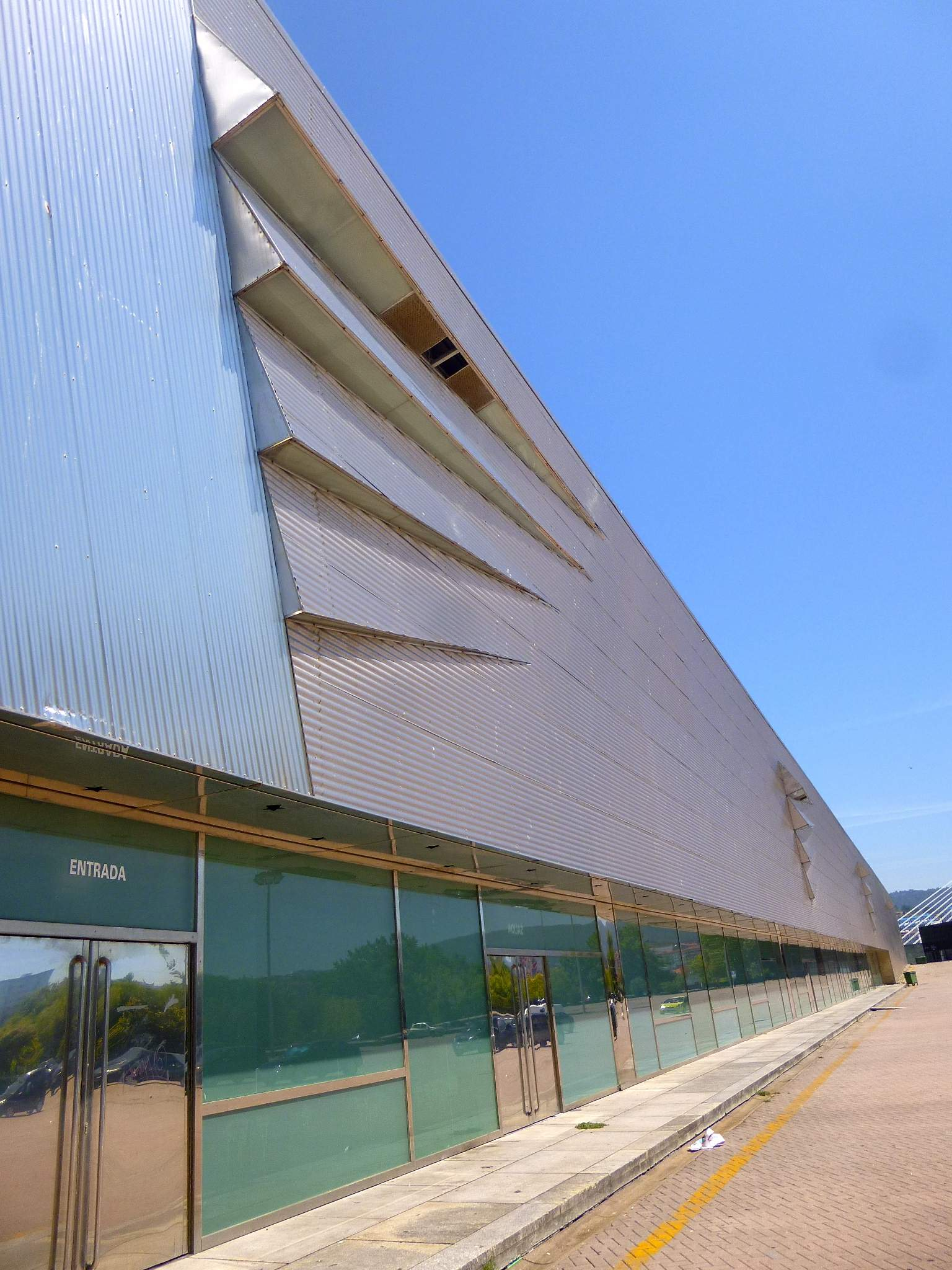
Entrada.
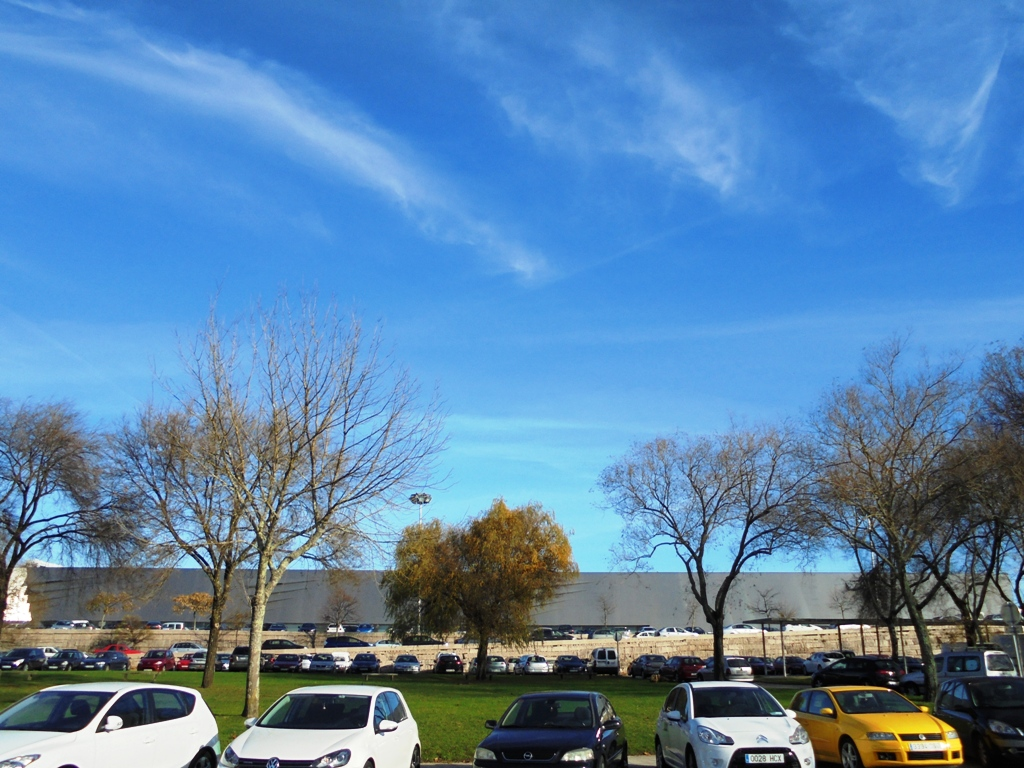
Vista geral do Parque Rosalía de Castro.
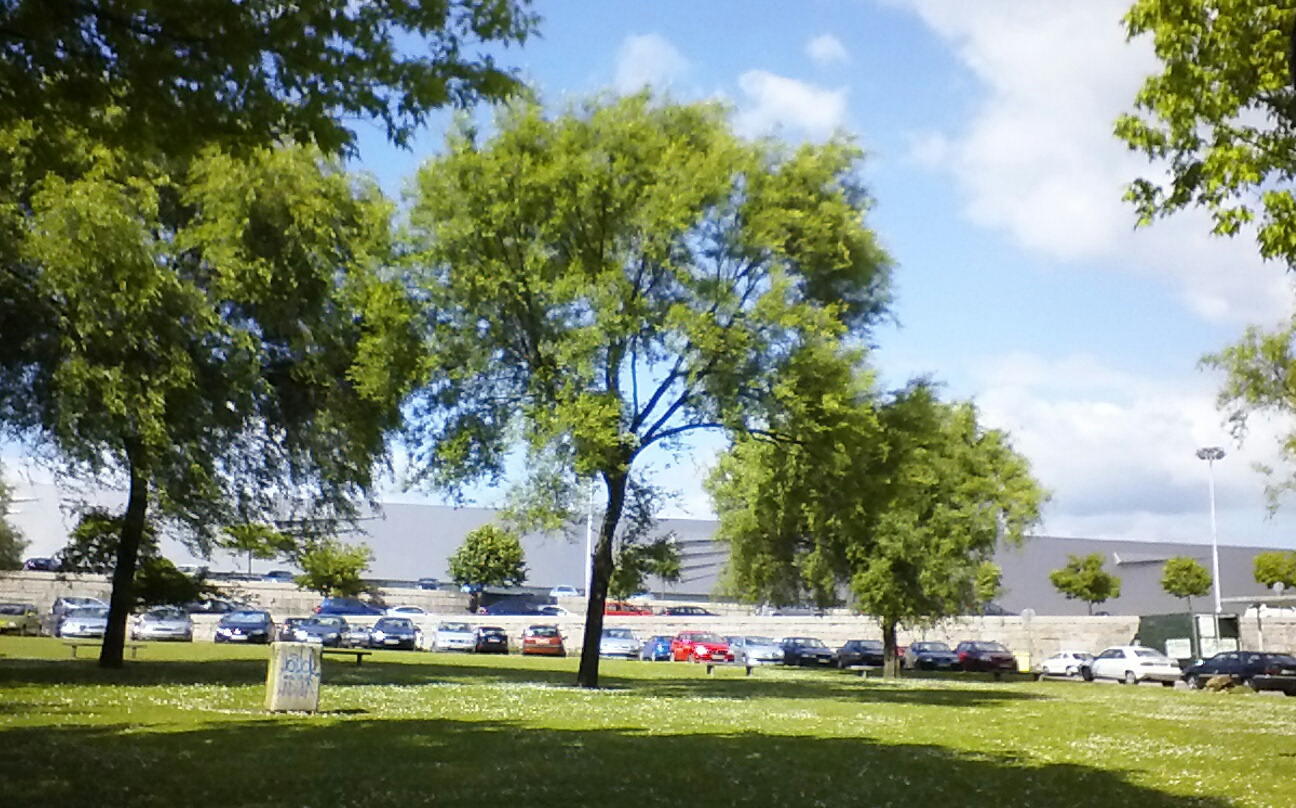
Fachada principal e Parque Rosalía de Castro perto das margens do rio Lérez.
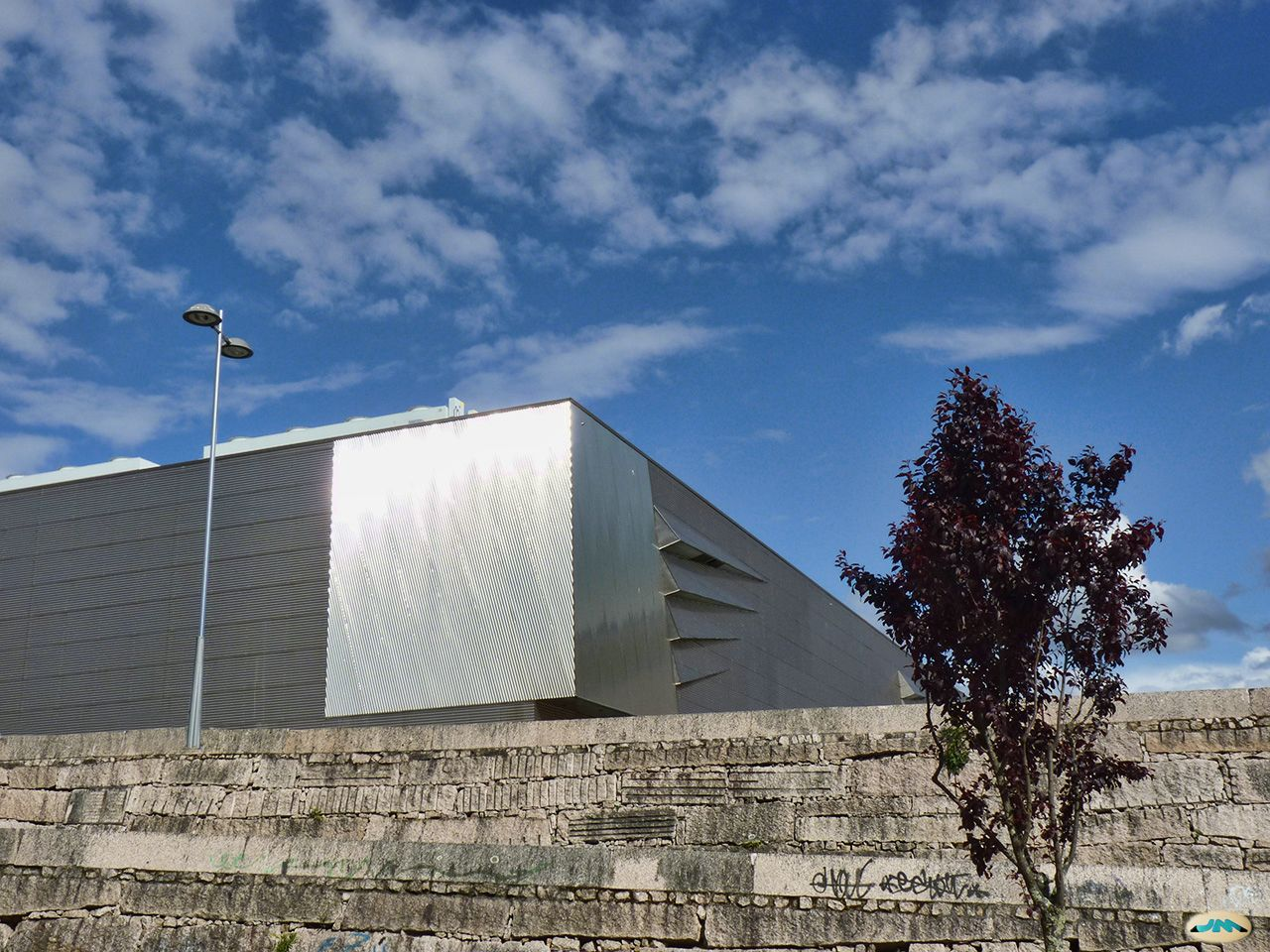
Vista lateral.
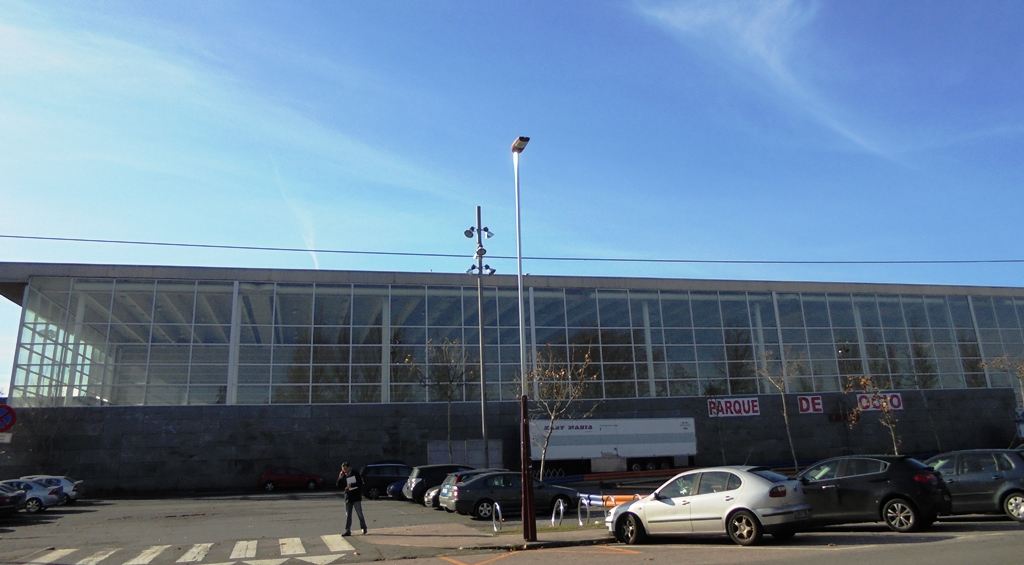
A fachada posterior.
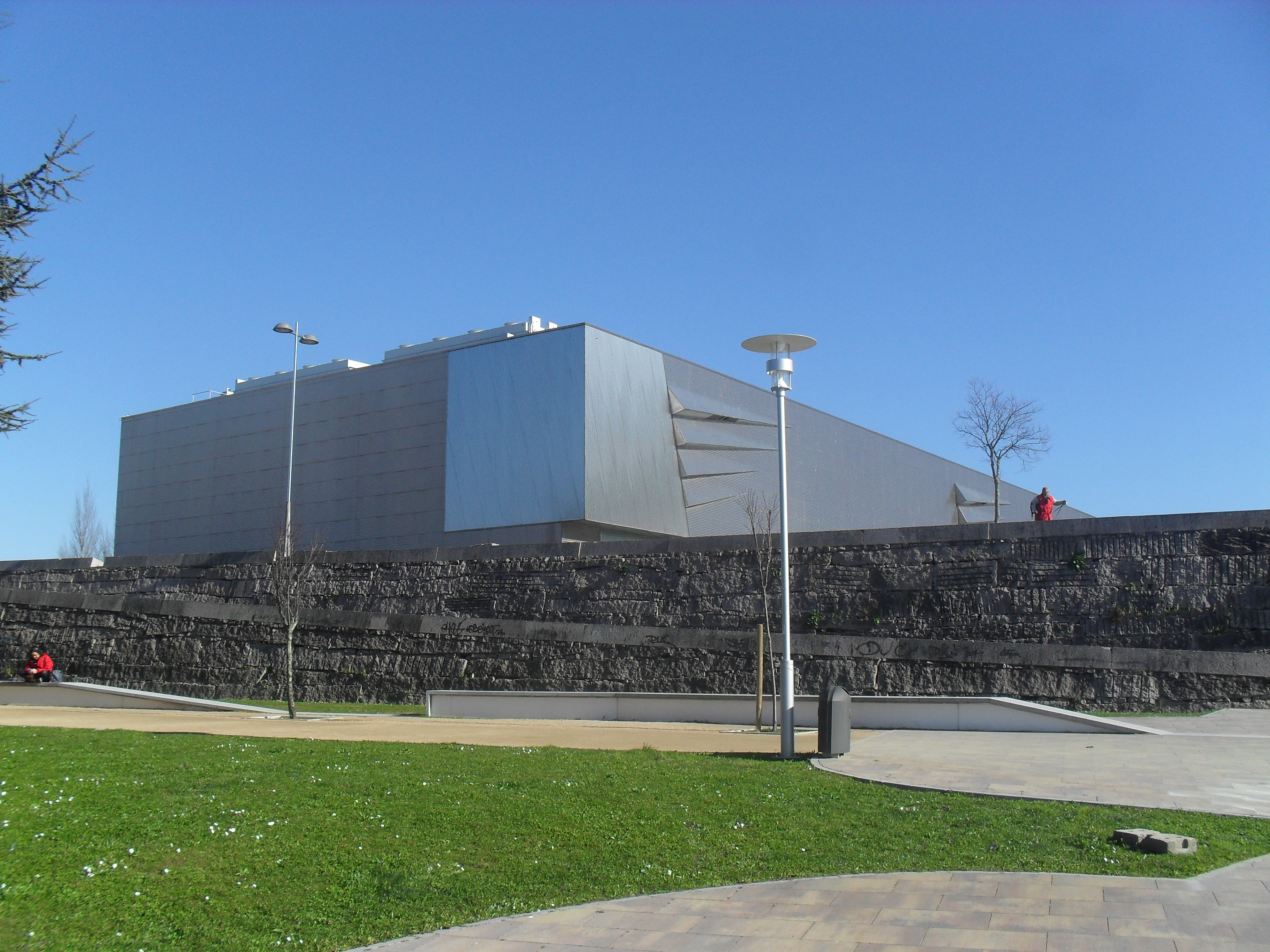
Vista lateral
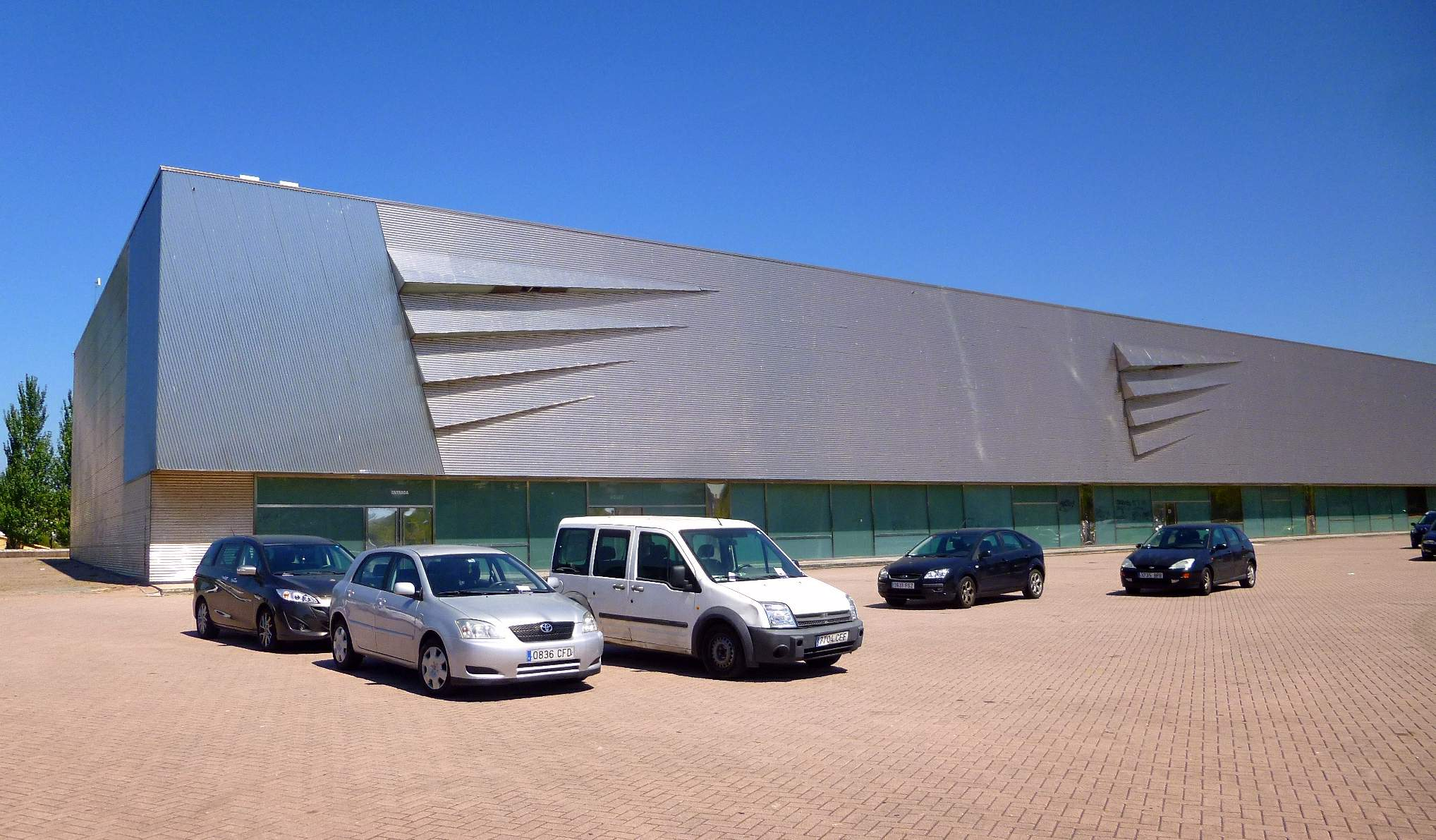
Fachada.
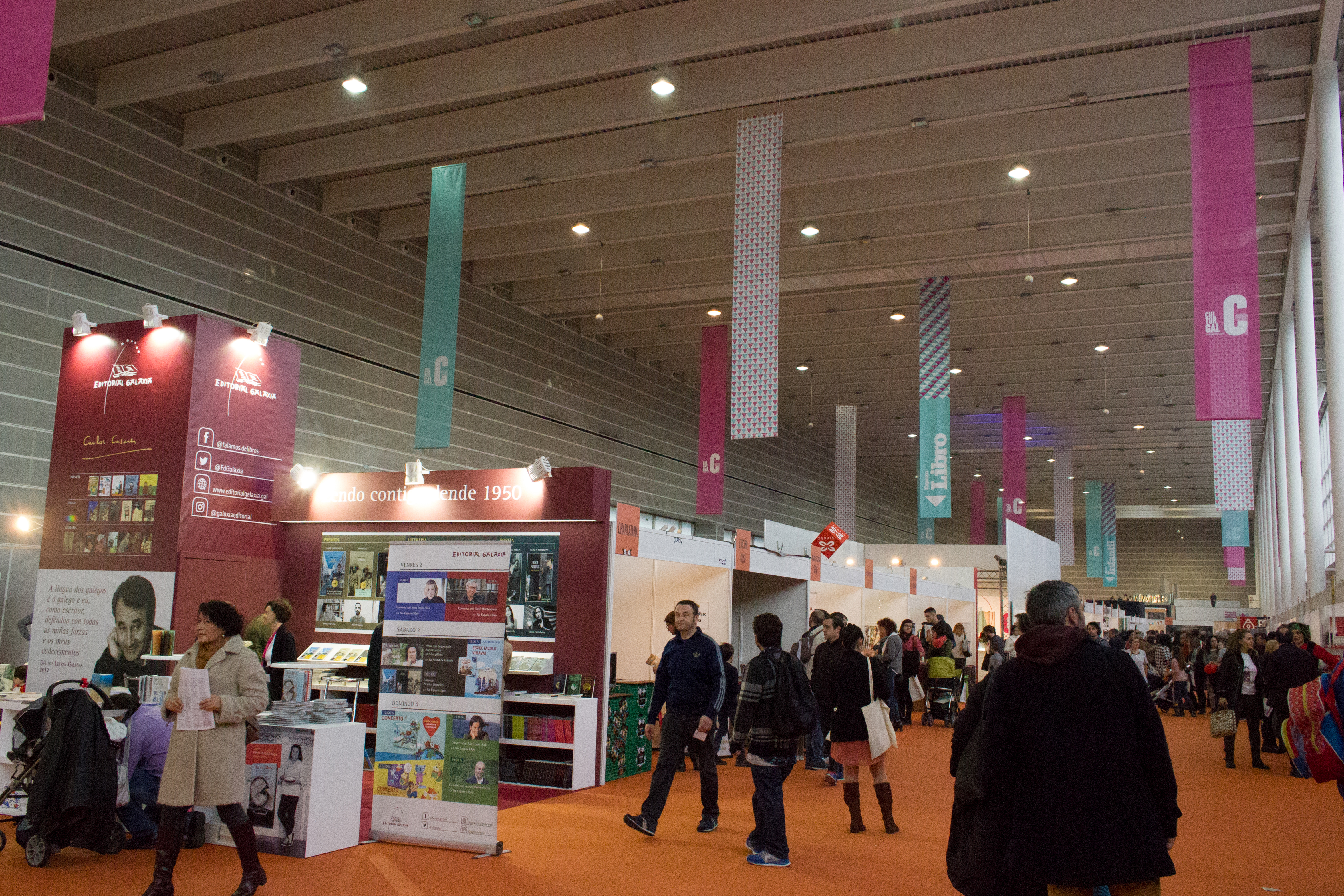
Culturgal em 2016.

### Artigos relacionados
- Palácio de Congressos de Pontevedra
- Manuel de las Casas
- Culturgal